# Championnat PGA d'Afrique du Sud
Le Championnat PGA d'Afrique du Sud, dont le nom officiel actuel est Telkom PGA Championship, est un des tournois les plus importants du Sunshine Tour.

## Histoire
En 1995, le tournoi apparait au calendrier du circuit européen devenant le premier tournoi sud-africain à rejoindre ce circuit. L'année suivante, le tournoi est renommé Alfred Dunhill South African PGA Championship, en raison du nouveau sponsor. À l'issue du tournoi de 1999, ce dernier sponsor décide de créer son propre tournoi, le Alfred Dunhill Championship, qui conserve sa date au calendrier du circuit européen.
Après une année d'interruption, le Championnat PGA reprend, désormais uniquement sur le Sunshine Tour.
L'Open d'Afrique du Sud, le Masters d'Afrique du Sud et Championnat PGA d'Afrique du Sud constituent la Triple Couronne. Seuls trois joueurs, Bobby Locke, Gary Player et Ernie Els ont remporté les trois tournois de cette Triple Couronne la même année.

## Palmarès
| Année                                         | Vainqueur                      | Nationalité                    | Score                          |
| South African PGA Championship                | South African PGA Championship | South African PGA Championship | South African PGA Championship |
| --------------------------------------------- | ------------------------------ | ------------------------------ | ------------------------------ |
| 1965                                          | Harold Henning                 | Afrique du Sud                 | 281                            |
| 1966                                          | Harold Henning                 | Afrique du Sud                 | 272                            |
| 1967                                          | Harold Henning                 | Afrique du Sud                 | 275                            |
| 1968                                          | Pas de tournoi                 | Pas de tournoi                 | Pas de tournoi                 |
| 1969                                          | Gary Player                    | Afrique du Sud                 | 272                            |
| 1970                                          | Denis Hutchinson               | Afrique du Sud                 | 278                            |
| 1971                                          | Tienie Britz                   | Afrique du Sud                 | 277                            |
| Luyt Lager PGA Championship                   |                                |                                |                                |
| 1972                                          | Harold Henning                 | Afrique du Sud                 | 279                            |
| Beck's PGA Championship                       |                                |                                |                                |
| 1973                                          | Tom Weiskopf                   | Afrique du Sud                 | 273                            |
| 1974                                          | Dale Hayes                     | Afrique du Sud                 | 271                            |
| Lexington PGA Championship                    |                                |                                |                                |
| 1975                                          | Dale Hayes                     | Afrique du Sud                 | 266                            |
| 1976                                          | Dale Hayes                     | Afrique du Sud                 | 266                            |
| 1977                                          | John Bland                     | Afrique du Sud                 | 275                            |
| 1978                                          | Hale Irwin                     | États-Unis                     | 275                            |
| 1979*                                         | Gary Player                    | Afrique du Sud                 | 203                            |
| 1980                                          | Hugh Baiocchi                  | Afrique du Sud                 | 268                            |
| 1981                                          | Pas de tournoi                 | Pas de tournoi                 | Pas de tournoi                 |
| 1982                                          | Gary Player                    | Afrique du Sud                 | 272                            |
| 1983                                          | Corey Pavin                    | États-Unis                     | 270                            |
| 1984                                          | Gavan Levenson                 | Afrique du Sud                 | 271                            |
| 1985                                          | Chris Williams                 | Angleterre                     | 272                            |
| 1986                                          | Bobby Cole                     | Afrique du Sud                 | 265                            |
| 1987                                          | Fulton Allem                   | Afrique du Sud                 | 268                            |
| 1988                                          | David Feherty                  | Irlande du Nord                | 267                            |
| 1989                                          | Tony Johnstone                 | Zimbabwe                       | 269                            |
| 1990                                          | Fulton Allem                   | Afrique du Sud                 | 266                            |
| 1991                                          | Roger Wessels                  | Afrique du Sud                 | 271 (-9)PO                     |
| 1992                                          | Ernie Els                      | Afrique du Sud                 | 271 (-9)                       |
| 1993                                          | Mark McNulty                   | Zimbabwe                       | 265 (-15)                      |
| 1994                                          | David Frost                    | Afrique du Sud                 | 259 (-21)                      |
| 1995                                          | Ernie Els                      | Afrique du Sud                 | 271 (-9)                       |
| Alfred Dunhill South African PGA Championship |                                |                                |                                |
| 1996*                                         | Sven Strüver                   | Allemagne                      | 202 (-14)                      |
| 1997                                          | Nick Price                     | Zimbabwe                       | 269 (-19)PO                    |
| 1998                                          | Tony Johnstone                 | Zimbabwe                       | 271 (-17)                      |
| 1999                                          | Ernie Els                      | Afrique du Sud                 | 273 (-15)                      |
| Telkom PGA Championship                       |                                |                                |                                |
| 2000                                          | Pas de tournoi                 | Pas de tournoi                 | Pas de tournoi                 |
| 2001                                          | Deane Pappas                   | Afrique du Sud                 | 269 (-19)                      |
| 2002 (Jan)                                    | Chris Williams                 | Angleterre                     | 271 (-17)                      |
| 2002 (Dec)                                    | Michiel Bothma                 | Afrique du Sud                 | 273 (-15)PO                    |
| 2003                                          | Pas de tournoi                 | Pas de tournoi                 | Pas de tournoi                 |
| 2004                                          | Warrick Druian                 | Afrique du Sud                 | 267 (-21)                      |
| 2005                                          | Warren Abery                   | Afrique du Sud                 | 273 (-15)                      |
| 2006                                          | Grégory Bourdy                 | France                         | 267 (-21)                      |
| 2007                                          | Louis Oosthuizen               | Afrique du Sud                 | 266 (-22)                      |
| 2008                                          | Louis Oosthuizen               | Afrique du Sud                 | 260 (-28)                      |
| 2009                                          | Jaco Van Zyl                   | Afrique du Sud                 | 270 (-18)                      |